# Armoriale delle famiglie italiane (Lan-Laz)
Questo è l'armoriale delle famiglie italiane il cui cognome inizia con le lettere che vanno da Lan a Laz.

## Armi

### Lana
| Stemma | Casato e blasonatura                                                                                      |
| ------ | --- |
|        | Lana (Cesena) (la blasonatura non è stata ancora caricata) (citato in BLCW) Immagine in Blasone Cesenate. |
|        | Lanario (Molise) (la blasonatura non è stata ancora caricata) (citato in DAlena)                          |
|        | Lanario (Napoletano) (la blasonatura non è stata ancora caricata) (citato in (19))                        |

### Lanc
| Stemma | Casato e blasonatura |
| ------ | --- |
|        | Lance (Sicilia) D'azzurro, con tre lance d'oro poste in palo, la punta in alto, ordinate 2 e 1 (citato in (20)) Notizie storiche in Famiglie nobili di Sicilia (archiviato dall'url originale il 5 marzo 2016). |
|        | Lancea (Venezia) (FR) D'or, à une fleur-de-lys de gueules, et une lance de tournoi, bariolée d'argent et de sable, armée d'argent, posée en bande, brochant sur la fleur-de-lys. (citato in JB Rietstap (archiviato dall'url originale il 13 novembre 2021).) |
|        | Lancellotti (già Massimo) (Frascati, Roma, Bruxelles) d'azzurro a cinque stelle di oro di 6, disposte in croce, accompagnate in capo da un lambello di tre pendenti di rosso (citato in (4) - Vol. IV pag. 32) 5 stelle (6 raggi) di oro poste in croce sormontate da - un lambello (3gocce) di rosso tutto su azzurro (citato in LEOM) |
|        | Lancellotti (Cesena) (la blasonatura non è stata ancora caricata) (citato in BLCW) Immagine in Blasone Cesenate. |
|        | Lancellotti (Roma, Napoletano) d'azzurro, cinque stelle d'oro ad otto raggi disposte 1,2,1,1 accompagnate in capo da un lambello a quattro pendenti d'oro (citato in (19)) Notizie storiche in Nobili napoletani. |
|        | Lancellotti (Tropea) interzato in palo: nel primo di Ungheria,cioè fasciato di otto pezzi d'argento e di rosso; nel secondo di Durazzo, cioè di azzurro seminato di gigli d'oro con rastrello a tre pendenti di rosso; nel terzo di Gerusalemme, cioè di argento alla croce ricrociata d'oro accantonata da quattro croci più piccole (citato in BLCL) Immagine e notizie storiche in Tropea Magazine. |
|        | Lancetta (Roma) (la blasonatura non è stata ancora caricata) (Immagine nell' Archivio Storico Capitolino (PDF) (archiviato dall'url originale il 4 marzo 2016).) |
|        | Lancetti o Lancetta (Maderno) sinistrocherio impugnante una lancia (citato in Piovanelli) |
|        | Lancetti o Lancetta (Maderno) d'azzurro al leone rampante d'argento, sostenente tra le branche anteriori una lancia dello stesso (citato in Piovanelli) |
|        | Lancetti (Cesena) (la blasonatura non è stata ancora caricata) (citato in BLCW) Immagine in Blasone Cesenate. |
|        | Lanci (Firenze, Siena) D'azzurro, alla lancia posta in palo d'oro (citato in (14)) |
|        | Lanci Capponi (Rimini) di rosso, a tre lance impugnate d'oro, banderuolate e legate d'argento, con uno scudetto trinciato di nero e d'argento, sopra il tutto (citato in (10) - pag. 136) |
|        | Lancia o Lanza (Sicilia) Titolo: barone di Sinagra, Naro, Longi, Ficarra, Calati, Piraino, Brolo, Sciureni, Supplementi, Marcatobianco, Mojo, Trabia, Castanea, Dammisa; conte di S. Severino, Caltanissetta, Cerami, Fondi, Mussomeli, Sommatino, S. Marco; marchese di Ficarra; duca di Brolo, Camastra; principe di Malvagna, Trabia, Scordia, Lanza, Mirto d'oro, con un leone coronato di nero, armato e lampassato di rosso, e la bordura composta d'argento e di rosso (citato in (20)) Corona di principe e mantello di velluto scarlatto foderato d'ermellino Notizie storiche in Famiglie nobili di Sicilia (archiviato dall'url originale il 20 gennaio 2012). |
|        | Lancia di Brolo (Sicilia) inquartato nel 1° e 4° di nero, con un leone coronato d'oro; nel 2° e 3° fusellato in banda d'argento e d'azzurro (per Baviera): sul tutto d'oro, con un leone coronato di nero (per Lancia) (citato in (20)) Sostegni due leoni al naturale con le teste coperte da elmi coi pennacchi dell'arme. Mantello e corona di principe cimata da un cavallo uscente ed inalberato di nero Notizie storiche in Famiglie nobili di Sicilia (archiviato dall'url originale il 5 marzo 2016).) |
|        | Lanciai (Firenze) Di rosso, a due lance decussate d'oro, accompagnate da due stelle a otto punte dello stesso, una in capo e una in punta; e alla fascia diminuita attraversante d'azzurro alias Di rosso, a due lance decussate d'oro, accompagnate da due stelle a sei punte dello stesso, una in capo e una in punta; e alla fascia diminuita attraversante d'azzurro (citato in (14)) |
|        | Lanciano (Abruzzo) (la blasonatura non è stata ancora caricata) (citato in DAlena) |
|        | Lancillotto o Lazzarotto (Sicilia) Titolo: barone di Rabbici di rosso, con una fascia di oro, caricata da 5 elmi d'azzurro (citato in (20)) Corona di barone Notizie storiche in Famiglie nobili di Sicilia (archiviato dall'url originale il 20 gennaio 2012). |
|        | Lancioni (Pistoia) Partito: nel 1° fasciato di sei pezzi d'oro e di nero; nel 2° d'oro pieno (citato in (14)) |
|        | Lancisi (Sansepolcro) D'azzurro, alla fascia alzata d'oro sormontata da tre stelle a otto punte dello stesso ordinate in capo, e accompagnata in punta da un monte di tre cime pure d'oro, sormontato da due lance decussate dello stesso, legate di rosso (citato in (14)) |

### Land
| Stemma | Casato e blasonatura |
| ------ | --- |
|        | Landa (Bologna) 4 stelle (5 raggi) poste in croce di Sant'Andrea di rosso e di azzurro su inquartato in croce di Sant'Andrea di azzurro e di rosso (citato in LEOM) |
|        | Landerdais (Ovada) D'oro, al leone leopardito d'argento, collarinato di rosso, con una doppia cinta gigliata di otto pezzi d'argento (citato in (26)) |
|        | Landesio o De Landesi (Cuneo, Saluzzo) Troncato, d'azzurro, a due stelle (6) d'oro, e di rosso, a tre bande d'argento (citato in (16) e in (23)) Cimiero: l'aquila coronata di nero Motto: Medio tutissimus ibis |
|        | Landi (Piacenza) d'oro, a tre fasce di nero a spina di pesce (citato in (4) - pag. 993) |
|        | Landi (Piacenza) inquartato 1º e 4º palati di oro e d'azzurro, alla fascia d'argento attraversante; nel 2º e 3º fasciato increspato d'oro e d'azzurro (citato in (4) – Vol. II pag. 632) |
|        | Landi (Piacenza) Palato d'oro e d'azzurro, alla fascia d'argento attraversante (citato in (Blasonario Subalpino)) alias Fasciato d'oro e d'azzurro, al palo d'argento attraversante (citato in (Blasonario Subalpino)) alias Inquartato, al 1° e 4° palato d'oro e d'azzurro, alla fascia d'argento attraversante, al 2° e 3° fasciato ondato, d'oro e d'azzurro (citato in (Blasonario Subalpino)) fascia di argento su - palato di oro e di azzurro - fasciato ondato di oro e di azzurro (citato in LEOM) |
|        | Landi (Piacenza) inquartato: 1º e 4º fasciato ondato d'oro e di azzurro; 2º e 3º fasciato di rosso e d'argento al palo dello stesso (citato in (4) - Vol. IV pag. 34) fasciato ondato di oro e di azzurro - palo di argento su fasciato di rosso e di argento (citato in LEOM) Ornamenti: scudo accollato all'aquila imperiale Motto: Suevo sanguine laeta |
|        | Landi (Siena) d'azzurro al capriolo d'oro, accompagnato da tre stelle di sei raggi dello stesso, due in capo e una in punta (citato in (4) - Vol. IV pag. 36) D'azzurro, allo scaglione d'oro accompagnato da tre stelle a sei punte dello stesso, 2.1 (citato in (14)) scaglione di oro accompagnato da - 3 stelle (6 raggi) dello stesso poste 2,1 su azzurro (citato in LEOM) |
|        | Landi (Siena) Troncato d'azzurro e di verde, alla fascia di rosso bordata d'oro passata sulla troncatura e sostenente una colomba posata d'argento, tenente nel becco un ramoscello di verde (citato in (14)) |
|        | Landi (Prato) D'oro, alla testa e collo di bue di rosso (citato in (14)) |
|        | Landi (Pistoia) D'oro, al drago di verde, lampassato di rosso (citato in (14)) |
|        | Landi (Pescia) Di..., al monte di tre cime di..., sormontato da un crescente montante (o volto) di..., il tutto accompagnato in capo da una stella a otto punte di... (citato in (14)) |
|        | Landi (Firenze) Di rosso, al leone d'argento (citato in (14)) |
|        | Landi (Firenze) D'azzurro, alla sbarra diminuita e abbassata di rosso, accompagnata in capo da una campana al naturale, sormontata da tre stelle a otto punte d'oro, 1.2, e dalla parte della punta da un monte di sei cime d'oro (citato in (14)) |
|        | Landi (Firenze) D'argento, al semivolo levato d'azzurro, e alla freccia attraversante in sbarra al naturale, impennata di rosso (citato in (14)) |
|        | Landi (Firenze) Di rosso, al leone di nero, e alla banda attraversante d'azzurro, caricata di tre compassi aperti d'argento, posti nel senso della pezza alias Di rosso, al leone d'argento, e alla banda attraversante d'azzurro, caricata di tre compassi aperti d'argento, posti nel senso della pezza (citato in (14)) |
|        | Landi (Firenze) D'argento, al semivolo levato d'azzurro (citato in (14)) (DE) In Silber 1 blauer Flügel (citato in (24)) |
|        | Landi o Lando o Lante (Molise) Di rosso a tre aquile d'argento coronate d'oro poste 2,1 (citato in DAlena) |
|        | Landi (Cesena) (inquartato in decusse d'argento e di nero) (citato in BLCW) Immagine in Blasone Cesenate. |
|        | Landi o Anechardi (Iesolo, Venezia) (la blasonatura non è stata ancora caricata) (citato in UNFE) Immagine nella Biblioteca Estense Universitaria (id. 5975). |
|        | Landi o Anechardi (Iesolo, Venezia) (inquartato d'argento e di nero) (citato in UNFE) Immagine nella Biblioteca Estense Universitaria (id. 5976). |
|        | Landi da Lamole (Firenze) D'azzurro, al monte di sei cime d'oro, sormontato da un'ancora a tre bracci al naturale (citato in (14)) |
|        | Landi delle Ruote (Firenze) D'oro, al semivolo levato di... (citato in (14)) |
|        | Landi di Iosia (Firenze) Di..., alla banda di..., accostata da due lucertole di... (citato in (14)) |
|        | Landi Sberghieri (Siena) D'azzurro, allo scaglione d'oro accompagnato da tre bisanti dello stesso, 2.1 (citato in (14)) |
|        | Landi Vittori (Roma, Cori) troncato: di argento e di rosso all'albero di verde posto sopra un monte di tre cime dello stesso, attraversante, accompagnato in capo da 3 stelle (8) d'oro in fascia (citato in (4) - Vol. IV pag. 36) albero di verde posto su monte a 3 cime dello stesso uscente dalla punta su troncato di argento e di rosso - 3 stelle (8 raggi) di oro poste in fascia in alto su argento (citato in LEOM) alias partito: nel 1º d'azzurro al pino al naturale nodrito sulla vetta di un monte di tre cime d'oro, e sormontato da tre stelle di sei raggi dello stesso male ordinate; nel 2º d'azzurro al braccio vestito di rosso tenente con la mano di carnagione una palma di verde (citato in (4) - Vol. IV pag. 36) albero di pino al naturale su monte a 3 cime di oro su azzurro - 3 stelle (6 raggi) di oro poste 2,1 in alto su azzurro - braccio destro o sinistro è vestito di rosso uscente da è tenente con la mano di carnagione una foglia di palma di verde su azzurro (citato in LEOM) |
|        | Landi Vittori (Roma, Cori) albero di pino al naturale su monte a 3 cime di oro uscente dalla punta su azzurro - 3 stelle (6 raggi) di oro su azzurro in alto poste 1,2 - braccio destro uscente da sinistra vestito di rosso afferrante con la mano di carnagione foglia di palma di verde su azzurro (citato in LEOM) |
|        | Landini (Firenze) d'argento al gatto rampante di nero accompagnato in capo da un lambello di rosso (citato in (2) - pag. 285 e in DAlena) |
|        | Landini (Pistoia) D'oro, al drago reciso di verde, lampassato di rosso (citato in (14)) |
|        | Landini (Firenze) D'argento, al gatto rampante di nero, sormontato da un lambello a tre pendenti di rosso (citato in (14)) |
|        | Landini (Firenze) D'azzurro, a tre pesci d'oro, curvati e ordinati in cerchio alias D'azzurro, a tre pesci d'argento, curvati e ordinati in cerchio (citato in (14)) |
|        | Landini (Toscana) (DE) In Blau 3 schräggelegte natürliche silberne Fische, strudelförmig gegeneinander versetzt und die beiden oberen gestürzt (citato in (24)) |
|        | Landini (Firenze) D'azzurro, a tre rami di verde, nodriti su un monte di sei cime d'oro (citato in (14)) (DE) In Blau 1 schwebender goldener Sechsberg, oben, schräg und schräglinks besteckt mit je 1 grünen Pflanzenstengel, der obere dreiarmig (citato in (24)) |
|        | Landini (Firenze) monte a 6 cime di oro uscente dalla punta cimato da - 3 sterpi di argento tutto su azzurro (citato in LEOM) |
|        | Landini (Cesena) (la blasonatura non è stata ancora caricata) (citato in BLCW) Immagine in Blasone Cesenate. |
|        | Landini delle Colombe (Firenze) D'azzurro, a tre pesci d'argento, curvati e ordinati in cerchio (citato in (14)) |
|        | Landini Marchiani (Fucecchio) Partito: nel 1° d'azzurro, alla scala di tre pioli d'argento, sormontata da tre stelle a sei punte d'oro, 1.2; nel 2° troncato in scaglione di rosso e d'azzurro, al leone attraversante al naturale (citato in (14)) |
|        | Lando (Verona) Titoli: Nobile, Conte inquartato di nero alla banda d'oro e d'argento (citato in (4) - Vol. IV pag. 37) |
|        | Lando (Verona) banda di oro su nero - argento pieno (citato in LEOM) |
|        | Lando di Bindo (Siena) D'azzurro, alla banda d'argento caricata di due crescenti di rosso, volti nel senso della pezza, e accompagnata nel cantone sinistro del capo da una stella a otto punte d'oro (citato in (14)) |
|        | Landolina (Palermo, Noto, Catania) Titoilo: barone di Polino, Avola, Friddicelli, Trigintini, Grampolo, Mancini, Burgio, Capopassaro, Saline, Rovetto, Marza, Murra, Cammaratini, Belludia, Rigilifi Bombiscuro, Molisina; marchese di Salinas, Sant'Alfano, Trezzano; duca di Sorrentino, Verdura; principe di Torrebruna partito di nero e d'argento mantellato dell'uno nell'altro, col capo del primo a tre gigli del secondo, ordinati in fascia Motto: Ne me tangas (citato in (4) - Vol. IV pag. 37, in (17), in Mango e in (20)) partito d'argento e di nero incappato dell'uno nell'altro;al capo del secondo caricato da tre gigli d'argento (citato in (20)) Corona di marchese Notizie storiche in Famiglie nobili di Sicilia (archiviato dall'url originale il 5 marzo 2016). Ulteriori notizie storiche in Famiglie nobili di Sicilia (archiviato dall'url originale il 7 febbraio 2006). |
|        | Landolina (Palermo, Noto, Catania) semigrembiato di nero e di argento - 3 gigli di argento posti in fascia su nero in capo (citato in LEOM) |
|        | Landriani (Milano) d'oro al castello d'azzurro merlato alla guelfa, sostenente un'aquila di nero, linguata di rosso, coronata del campo (citato in (4) - Vol. IV pag. 39) castello a 2 torri di azzurro sostenente - aquila di nero coronata di oro su oro (citato in LEOM) alias d'oro, al mastio di fortezza d'azzurro, murato di nero, merlato di due pezzi, aperto d'argento, e cimato dall'aquila spiegata dello stesso (citato in (10) - pag. 144) |
|        | Landriano (Sicilia, Napoletano) Titolo: conte d'azzurro, con un castello a due torri di oro, chiuso e finestrate di nero (citato in DAlena e in (20)) Corona di conte Notizie storiche in Famiglie nobili di Sicilia (archiviato dall'url originale il 5 marzo 2016). |
|        | Landucci (San Sepolcro) d'azzurro al monte di 5 cime, 3 e 2, accompagnato in capo da una cometa (9) ondeggiante in sbarra, il tutto d'oro (citato in (4) - Vol. IV pag. 41) monte a 5 cime di oro uscente dalla punta su azzurro - cometa posta in sbarra in alto verso sinistra di oro su azzurro (citato in LEOM) |
|        | Landucci (Pisa) di rosso a 4 sbarre di nero (citato in (4) - Vol. IV pag. 41) Di rosso, a quattro sbarre cucite di nero (citato in (14)) 4 sbarre di nero su rosso (citato in LEOM) |
|        | Landucci (Pescia) d'azzurro al leopardo al naturale, in maestà alla fascia attraversante di rosso (citato in (4) - Vol. IV pag. 42) fascia di rosso su - leopardo illeonito al naturale su azzurro (citato in LEOM) |
|        | Landucci (Pescia, Pistoia) D'azzurro, al gatto (gattopardo) rampante al naturale, e alla fascia attraversante di rosso (citato in (14)) |
|        | Landucci (Firenze) d'argento ai dieci monti 4, 3, 2, 1, accompagnati in capo da tre plinti male ordinati posti: 1, 2, il tutto di rosso (citato in (4) - Vol. IV pag. 42) monte a 10 cime di rosso sormontato da - 3 plinti coricati posti 1,2 dello stesso su argento (citato in LEOM) (immagine presente nell'Archivio di Stato di Siena) |
|        | Landucci (Siena) D'argento, al monte di dieci cime di rosso, sormontato da tre quadrati dello stesso, 1.2 (citato in (14)) (Immagine nella Raccolta stemmi Trippini (JPG).) |
|        | Landucci (Sansepolcro) D'azzurro, al monte di sei cime d'oro, accompagnato in capo da una cometa dello stesso (citato in (14)) |
|        | Landucci (Lucca) D'argento, allo scaglione di rosso caricato di cinque palle d'oro (citato in (14)) |

### Lanf
| Stemma | Casato e blasonatura |
| ------ | --- |
|        | Lanfranca o Lanfranchi (Sicilia) troncato d'argento e di rosso (citato in Mango e in (20)) Notizie storiche in Famiglie nobili di Sicilia (archiviato dall'url originale il 5 marzo 2016).            |
|        | Lanfranchi (Firenze) Palato di sei pezzi di... e di..., alla banda attraversante di..., talvolta caricata di tre crescenti di..., volti nel senso della pezza; e al capo di... pieno (citato in (14)) |
|        | Lanfranchi (Pisa) Troncato di rosso e d'argento (citato in (14)) (la blasonatura non è stata ancora caricata) (Immagine nella Raccolta stemmi Topoguz.)                                               |
|        | Lanfranchi (Pinerolo) D'azzurro, al leone coronato, d'oro, tenente una lancia d'argento, con il capo d'oro, carico di un'aquila coronata, di nero Motto: In melius (citato in (16))                   |
|        | Lanfranchi (Chieri) Titolo: conti di Ronsecco D'oro, a cinque bande d'azzurro Motto: Omne solum forti patria (citato in (16))                                                                         |
|        | Lanfranchi (Pisa) (DE) Rot-silber geteilt (citato in (24)) |
|        | Lanfranchi Chiccoli o Lanfranchi Rossi (Pisa, Firenze) troncato di rosso e d'argento (citato in (4) - Vol. IV pag. 43 e in (14)) troncato di rosso e di argento (citato in LEOM)                      |
|        | Lanfranchi Lanfreducci (Pisa, Firenze) Troncato di rosso e d'argento (citato in (14)) |
|        | Lanfranchi Brocci Lanfreducci (Toscana) (DE) Rot-silber geteilt (citato in (24)) |
|        | Lanfranchi Rossi (Pisa, Firenze) troncato di rosso e d'argento (citato in (4) - Vol. IV pag. 43 e in (14)) (DE) Rot-silber geteilt (citato in (24))                                                   |
|        | Lanfranchini (Verona) (la blasonatura non è stata ancora caricata) (Immagine nella Raccolta stemmi Trippini (JPG).)                                                                                   |
|        | Lanfranco (Napoletano) (la blasonatura non è stata ancora caricata) (troncato d'argento e di rosso) (citato in (19))                                                                                  |
|        | Lanfranco (Venezia) (FR) De gueules, à l'aigle d'argent, becquée et membrée de sable (citato in JB Rietstap (archiviato dall'url originale il 13 novembre 2021).)                                     |
|        | Lanfredi (Firenze) Fasciato doppiomerlato d'argento e di nero alias D'argento, a tre fasce doppiomerlate di nero (citato in (14))                                                                     |
|        | Lanfredini (Firenze) Cerchiato di sei pezzi di rosso e d'argento (citato in (14)) |
|        | Lanfredini (Toscana) (DE) In Silber 1 rote Scheibe, umschlossen von 2 konzentrischen roten Ringen (citato in (24))                                                                                    |
|        | Lanfreducci (Pisa, Firenze) D'oro, al leone di rosso (citato in (14)) |

### Lang
| Stemma | Casato e blasonatura |
| ------ | --- |
|        | Langela (Sicilia) D'oro, leoni rampanti coronati in nero, anfora al centro, ala nascente, 4 stelle a sei punte in nero, bordato nero corona di Langravi di Langerwehe in giallo Incongruenza tra disegno e blasonatura: nello stemma in piccolo gli smalti sono invertiti. |
|        | Langeli (Montefalco) (la blasonatura non è stata ancora caricata) (citato in Degli Abbati) |
|        | Langer (Trento) Titoli: Nobile inquartato: nel 1º, partito di nero e d'oro alla falce di rosso e rivoltata sulla partizione; nel 2º e 3º di rosso all'aquila d'argento linguata del campo, nel 3º punto con la testa rivoltata; nel 4º partito d'oro e di nero alla falce di rosso sulla partizione (citato in (4) - Vol. IV pag. 44) falce di rosso rivolta su partito di nero e di oro - falce di rosso su partito di oro e di nero - aquila di argento su rosso (citato in LEOM) Cimiero: un guerriero baffuto con elmo e visiera alzata, cimato di tre penne di struzzo, di nero, d'oro e di rosso e tenente nella mano destra alzata una spada al naturale manicata d'oro, posta in fascia dietro la testa, la mano sinistra poggiata al fianco |
|        | Langeri (Firenze) Troncato: nel 1° d'azzurro, a tre gigli ordinati in fascia d'oro; nel 2° scaccato d'argento e di nero alias Scaccato d'argento e di nero, al capo di Francia (citato in (14)) |
|        | Langhi o Lango (Novara) D'argento, al leone fasciato di rosso e di verde, coronato d'oro, con la fascia di azzurro attraversante, carica di tre mezze lune d'argento, rivoltate (citato in (16)) alias D'argento, al leone troncato di rosso e di verde, con la fascia di azzurro attraversante (Immagine nella Raccolta stemmi Trippini (JPG).) Motto: De ore leonis nemo est qui removet imperium |
|        | Langosco Titolo: marchesi di Pianezza, Ticinetto; conti di Langosco (sec. XIII), Lomello (sec. XIII), Prarolo, Stroppiana; signori di Borgaro, Caselle, Motta de' Conti, Pavia, S. Damiano, Villarboit; consignori di Caresana, Castano, Castelgrana Troncato di rosso e d'azzurro alias Troncato di rosso e d'azzurro, con il capo d'oro, carico di un'aquila coronata, di nero alias Inquartato, d'oro, all'aquila di nero, e di Langosco, e sul tutto di Langosco (citato in (16)) |
|        | Langosco (Casale Monferrato) troncato di rosso e d'azzurro; col capo d'oro, all'aquila di nero coronata dello stesso (citato in (4) - Vol. IV pag. 44) troncato di rosso e di azzurro - aquila coronata di nero su oro in capo (citato in LEOM) |
|        | Langosco (Langosco, Vercelli, Torino, Genova, Roma) Titolo: conti di Langosco con San Paolo Leria; nobili dei conti palatini di Lomello Troncato di rosso e d'azzurro alias Troncato di rosso e d'azzurro, con il capo d'oro, carico di un'aquila coronata, di nero alias Inquartato, d'oro, all'aquila di nero, e di Langosco, e sul tutto di Langosco (citato in (16)) |

### Lani
| Stemma | Casato e blasonatura |
| ------ | --- |
|        | Lani (Firenze, Pisa) Di..., al leone di... tenente un ramo di rosaio fiorito di un pezzo di..., e alla banda diminuita attraversante di... (citato in (14)) |
|        | Lanini di rosso all'aquila al volo abbassato di oro, tenente tra gli artigli una balla di lana d'argento (citato in (4) - Vol. IV pag. 45) |
|        | Lanini Gottardi (Firenze) troncato: nel 1º di rosso all'aquila al volo abbassato di oro, tenente tra gli artigli una balla di lana d'argento (Lanini); nel 2º d'azzurro a tre candelieri di argento, accesi di rosso, male ordinati; quello di mezzo accostato da due stelle di 8 raggi d'oro e accompagnato in punta da un monte di 6 cime d'argento, 3, 2, 1 (Gottardi) (citato in (4) - Vol. IV pag. 45) aquila di oro ali abbassate (volo) tenente tra gli artigli una balla di lana di argento legata di oro su rosso - 3 candelieri di argento accesi di rosso posti 1,2 alternati a - 2 stelle (8 raggi) di oro poste in fascia su azzurro - monte a 6 cime di argento posto in basso su azzurro (citato in LEOM) |
|        | Lanini Gottardi (Modigliana) Troncato: nel 1° di rosso, all'aquila dal volo abbassato d'oro, tenente fra gli artigli un torsello d'argento, legato di nero; nel 2° d'azzurro, a tre vasi d'argento infiammati di rosso, 1.2, accompagnati in capo da due stelle a otto punte d'oro e in punta da un monte di sei cime d'argento (citato in (14)) |

### Lann
| Stemma | Casato e blasonatura |
| ------ | --- |
|        | Lannoi (Napoletano) (la blasonatura non è stata ancora caricata) (citato in (19)) |
|        | Lannoy (Napoli) d'argento, a tre leoni di verde, coronati d'oro e lampassati di rosso (Immagine nella Raccolta stemmi Trippini (JPG).) alias di verde, a tre leoni passanti d'oro, lampassati dello stesso (Immagine nella Raccolta stemmi Trippini (JPG).) |

### Lant
| Stemma | Casato e blasonatura |
| ------ | --- |
|        | Lantana (Zara) Titoli: Nobile partito: a? d'argento al torrione di azzurro, merlato di cinque ed aperto di nero, torricellato di tre d'azzurro, ciascuna torre finestrata di uno e merlata di tre, il torrione piantato sulla campagna di verde; b) d'argento all'albero d'alloro di verde nodrito su una collina rocciosa (citato in (4) - Vol. IV pag. 46) castello di azzurro a 3 torri merlato di 5 pezzi alla guelfa su terrazzo di verde aperto e finestrato di nero su argento - albero di alloro di verde su collina rocciosa al naturale uscente dalla punta su argento (citato in LEOM) Cimiero: tre penne di struzzo, una d'argento fra due di azzurro |
|        | Lante di rosso a tre aquilette d'argento coronate d'oro 2 e 1 (citato in (4) - Vol. IV pag. 46) |
|        | Lante o Lante del Leon d'Oro (Pisa, Firenze) Di rosso, a tre aquilotti dal volo abbassato d'argento, 2.1, talvolta coronati d'oro (citato in (14)) (DE) In Rot 3 silberne Adler, 1:2 gestellt (citato in (24)) |
|        | Lante (Roma) (la blasonatura non è stata ancora caricata) (Immagine nell' Archivio Storico Capitolino (PDF) (archiviato dall'url originale il 5 marzo 2016).) |
|        | Lante della Rovere (Bagnaia, Pisa, Roma, Molise) troncato: 1º di rosso a tre aquilette d'argento coronate d'oro 2 e 1 (Lante); 2º d'azzurro alla rovere sradicata di oro con i rami passanti in doppia croce di Sant'Andrea (Della Rovere) (citato in (4) - Vol. IV pag. 46 e in DAlena) 3 aquilotti di argento coronati di oro posti 2,1 su rosso - albero di rovere sradicata di oro con i 4 rami passanti incrociati per 2 volte su azzurro (citato in LEOM) |
|        | Lanteri o Lantero (Briga, Pinerolo) Titolo: consignori di Cavoretto, Genola Bandato d'azzurro e d'oro alias D'azzurro, a tre bande d'oro alias D'oro, a tre bande di rosso alias Partito, al 1° d'oro, a tre bande di rosso, al 2° d'azzurro, al monte di nero, di tre vette, sormontate da una stella d'argento alias Partito, al 1° d'oro, a tre bande di rosso, al 2° d'azzurro, allo scoglio di tre colmi, al naturale, accompagnato in capo da una stella d'oro (citato in (16)) |
|        | Lanterna (Palermo) Titolo: barone di S. Vincenzo di azzurro alla torre d'oro, aperta e finestrata di nero fondata sopra uno scoglio al naturale, col mare fluttuoso d'argento e di nero movente dalla punta, cimata da una lanterna d'argento accesa di rosso, circondata nel capo da sette stelle d'oro; il mare caricato da una galera fornita al naturale galleggiante sotto la torre (citato in (4) - Vol. IV pag. 47 e in (20)) torre di oro aperta e finestrata di nero su scoglio al naturale uscente dal mare fluttuoso di azzurro uscente dalla punta tutto su azzurro - lanterna di argento accesa sulla cima della torre circondata da - 7 stelle (5 raggi) di oro poste in semicerchio in alto su azzurro - galera al naturale galleggiante sul mare a destra della torre su azzurro (citato in LEOM) Notizie storiche in Famiglie nobili di Sicilia (archiviato dall'url originale il 7 febbraio 2006). |
|        | Lanti di rosso, a tre aquilotti coronati d'argento (citato in (10) - pag. 100) |
|        | Lanti (Siena) Gallo (citato in DAlena) |
|        | Lantieri di Paratico (Brescia, Capriolo (Brescia)) troncato: nel primo d'oro all'aquila spiegata di nero, coronata del campo; nel secondo d'azzurro al crescente montante d'argento accompagnato da tre stelle (6) dello stesso 2 e 1 (citato in (4) - Vol. IV pag. 47) aquila di nero coronata di oro su oro - luna montante di argento accompagnata da - 3 stelle (6 raggi) dello stesso poste 2,1 tutto su azzurro (citato in LEOM) |
|        | Lantieri di Paratico (Brescia, Capriolo) aquila di nero coronata di oro su oro - luna montante di argento accompagnata da - 3 stelle (6 raggi) dello stesso poste 2,1 tutto su azzurro (citato in LEOM) |

### Lanz
| Stemma | Casato e blasonatura |
| ------ | --- |
|        | Lanza di nero, al leone coronato d'oro, linguato di rosso (citato in (4) - Vol. IV pag. 49) |
|        | Lanza (ramo di Brolo) inquartato: al 1° e 4° di Lanza, che è di nero, al leone coronato d'oro, linguato di rosso; al 2° e 3° di Baviera che è rombeggiato in banda d'argento e d'azzurro (citato in (4) - Vol. IV pag. 49) |
|        | Lanza (Sicilia) Titoli: Principi di Trabia, Principi di S. Stefano di Mistretta, Duchi di Camastra, Conti di Mussomeli, Conti di Sommatino, barone di Dorilli, Rigiulfo; Principi di Butera, Principi di Pietraperzia, signore di Dammisa, Duca di S. Lucia Duca di Branciforte Marchese di Militella Marchese di Barrafranca Conte di Mazzarino Conte di Raccuia Barone di Fontana Murata Barone del Biviere di Lentini Barone di Imbrici Signore di S. Maria di Niscemi Signore di Occhialà Principe di Campofiorito Marchese della Ginestra Barone di Valguarnera Radali Principe di Scalea Marchese di Misuraca Predicato di Morano Predicaro di S. Domenica Predicato di Saracena Predicato di Aieta (predicati napolitani) Principe della Catena e Principe di Leonforte; principe di Scordia, Deliella; barone di Moxharta, Marcatobianco; conte di Assaro, S. Marco; barone di Butti, Mangaliviti d'oro, al leone coronato di nero, lampassato di rosso, alla bordura composta d'argento e di rosso (citato in CROL – pag. 368) d'oro, all leone coronato di nero, linguato di rosso, colla bordura d'argento e di rosso (ramo di Trabia) (citato in (4) - Vol. IV pag. 49) (citato in (20)) Notizie storiche in Famiglie nobili di Sicilia (archiviato dall'url originale il 7 febbraio 2006). |
|        | Lanza (ramo cadetto di Trabia) d'oro al leone coronato di nero, linguato di rosso, colla bordura composta di argento e di rosso e con la spezzatura di un lambello d'azzurro che sormonta il leone (citato in (4) - Vol. IV pag. 49) |
|        | Lanza (ramo Trabia-Scalea, linea principe Deliella) di oro, al leone coronato di nero, linguato di rosso, sormontato dalla spezzatura di un lambello di rosso, con la bordura composta d'argento e di rosso (citato in (4) - Vol. IV pag. 49) |
|        | Lanza (Torino) semipartito e troncato, colla fascia di rosso, sulla troncatura; il 1° d'azzurro a tre lance, banderuolate di rosso, astate d'oro, una accanto all'altra; il 2° d'argento alla torre di rosso di due palchi, fondata sulla partizione; il 3° d'oro (citato in (4) - Vol. IV pag. 58) fascia di rosso su semipartito troncato di azzurro di argento e di oro - 3 lance uscenti dalla fascia di oro banderuolate di rosso su azzurro - torre a 2 palchi di rosso uscente dalla fascia su argento - oro pieno (citato in LEOM) |
|        | Lanza (Asti) Titolo: (forse) consignori di Castelrainero D'argento, al braccio vestito d'azzurro, movente da una nube al naturale, impugnante una lancia d'oro, con il capo di rosso (citato in (16)) |
|        | Lanza (Asti) Troncato di rosso e d'argento, alla lancia dall'uno all'altro (citato in (16)) |
|        | Lanza (Mondovì, Torino) Titolo: conti; visconti di Demonte Semipartito troncato, con la fascia di rosso sulla troncatura, al 1° d'azzurro a tre lance, banderuolate verso sinistra di rosso, astate d'oro, una accanto all'altra, al 2° d'argento, alla torre di rosso, di due palchi, aperta del campo, fondata sulla partizione, al 3° d'oro pieno (citato in (16)) |
|        | Lanza (Mondovì, Torino) 3 lance di oro in palo poste in fascia banderuolate di rosso su azzurro - aquila coronata di nero su oro in capo (citato in LEOM) |
|        | Lanza (Ronco) D'oro, alla lancia di nero, banderuolata di rosso, posta in palo, con il capo d'argento, carico di un'aquila di nero, coronata d'oro, sostenuto da una fascia d'azzurro, carica di tre stelle d'oro, ordinate in fascia (citato in (16)) |
|        | Lanza (Casale Monferrato, Venezia, Dronero) Titolo: conti D'azzurro, a tre lance d'oro in palo, banderuolate verso destra di rosso, con il capo di rosso, carico di un'aquila di nero, linguata di rosso Motto: Virtute duce comite fortuna (citato in (16)) |
|        | Lanza (Frabosa, Mondovì, Torino) Titolo: conti D'azzurro, a tre lance d'oro in palo, banderuolate verso sinistra di rosso, con il capo di rosso, carico di un'aquila di nero, linguata di rosso Motto: Virtute duce comite fortuna (citato in (16)) |
|        | Lanza (Molfetta) d'azzurro alla banda d'argento, caricata di 2 file di losanghe di nero, e sormontata da una lancia d'argento, posta in palo, astata di nero e fioccata di rosso Motto: Virtute duce comite fortuna (citato in web.archive.org, https://web.archive.org/web/20121208072646/http://www.molfetta.net/araldica/index.php.) |
|        | Lanza (Chioggia) (la blasonatura non è stata ancora caricata) (citato in Araldica gentilizia (archiviato dall'url originale il 5 marzo 2016).) |
|        | Lanza o Lancia (Sicilia) inquartato al 1° e 4° di Lanza che è di nero, al leone coronato, d'oro, linguato di rosso; al 2° e 3° di Baviera che è rombeggiato d'argento e d'azzurro (linea di Brolo) alias d'oro, al leone coronato, di nero, linguato di rosso, colla bordatura composta d'argento e di rosso (linea di Trabia) (citato in Mango) |
|        | Lanza o Lancia (Palermo, Roma, Parigi) leone rampante coronato di oro su nero - losangato in banda di argento e di azzurro (citato in LEOM) |
|        | Lanza o Lancia (Palermo, Roma, Parigi) leone rampante coronato di nero su oro - bordura composta di argento e di rosso (citato in LEOM) |
|        | Lanza o Lancia (Palermo, Roma, Parigi) leone rampante coronato di nero sormontato da - lambello (3gocce) di azzurro su oro - bordura composta di argento e di rosso (citato in LEOM) |
|        | Lanza o Lancia (Palermo, Roma, Parigi) leone rampante coronato di nero sormontato da - lambello (3gocce) di rosso su oro - bordura composta di argento e di rosso (citato in LEOM) |
|        | Lanza di Capua (Capua, Firenze) Titolo: Nobili di Capua, Baroni d'azzurro, alla banda d'argento fusata di due file di rosso, accompagnata in capo da un giglio d'oro (citato in (17) e in (19)) Cimiero: l'aquila sorante di nero Notizie storiche in Nobili napoletani. |
|        | Lanza Filangeri (Sicilia) Titolo: principe di Mirto; barone di Capri, Frazzanò, Amorosa; signore di Mirto e di S. Marco e del Castello di Pietra di Ruma e Signore di Mendoli, Claristella, Villafrati e Molinazzo d'oro, al leone coronato di nero, linguato di rosso colla bordura composta d'argento e di rosso. Il ramo cadetto di Trabia aggiunge la spezzatura di un lambello di azzurro che sormonta il leone, e quello Trabia-Scalea linea secondogenita (principe di Deliella), un lambello di rosso (citato in (20)) Notizie storiche in Famiglie nobili di Sicilia (archiviato dall'url originale il 7 febbraio 2006). |
|        | Lanzani (Firenze) D'azzurro, alla fascia abbassata di..., sostenente un leone nascente di... e accompagnata in punta da una stella a sei punte di... (citato in (14)) |
|        | Lanzavecchia o Lanza Vecchia (Torino) d'azzurro a tre lance, baderuolate, di oro, poste una accanto all'altra; col capo del secondo, carico di un'aquila bicipite, di nero (citato in (4) - Vol. IV pag. 59) 3 lance in palo uscenti dalla punta al naturale banderuolate di oro su azzurro - aquila bicipite di nero su oro in capo (citato in LEOM) |
|        | Lanzavecchia o Schiapacaccia (Oviglio, Alessandria) Titolo: conti di Burio, Sant'Andrea (Novara); signori di Basaluzzo, S. Giorgio D'azzurro a tre lance, banderuolate, d'oro, posta una accanto all'altra; con il capo del secondo carico di un'aquila bicipite, di nero alias D'azzurro, a tre lance, banderuolate, d'argento, posta una accanto all'altra; con il capo d'oro, carico di un'aquila, di nero alias D'azzurro, a tre lance d'argento, banderuolate di rosso, posta una accanto all'altra, con il capo d'oro, carico di un'aquila, di nero alias D'azzurro a tre lance, d'oro, poste in palo, banderuolate troncate d'argento e di rosso, una accanto all'altra; con il capo di rosso, [cucito] carico di un'aquila con il volo abbassato, di nero, coronata d'oro (citato in (16)) |
|        | Lanzavecchia o Lanzavechia (Ovada) D'azzurro, a tre lance d'oro poste in palo, banderuolate troncate d'argento e di rosso, verso destra; col capo di rosso, all'aquila col volo abbassato di nero, coronata d'oro (citato in (26)) |
|        | Lanzenighi (Treviso) 3 lance da torneo in palo rovesciate in fascia intramezzate da - 4 rose araldiche tutto di oro su rosso (citato in LEOM) |
|        | Lanzi (Terni, Bagnoregio, Stroncone) di rosso al ferro di lancia di argento posto in palo, col capo di azzurro caricato di 3 stelle d'argento di 6 punte ordinate in fascia e sostenuto da una trangla d'oro (citato in (4) - Vol. IV pag. 59) lancia di argento in palo uscente dalla punta su rosso - 3 stelle (6 raggi) di argento poste in fascia su azzurro in capo - trangla di oro (citato in LEOM) |
|        | Lanzina y Ulloa (Napoli) scaccato di argento e di rosso, gli scacchi rossi caricati da due fascette di nero (citato in (4) - Vol. IV pag. 60 e in (19)) scaccato di argento e di rosso - il rosso caricato da 2 fascette di nero (citato in LEOM) Notizie storiche in Nobili napoletani. |
|        | Lanzirotti o Lanzillotto o Lancillotto (Salemi, Palermo, Caltanissetta) Titolo: barone di Ganizzeni di rosso, alla fascia d'oro, caricata di otto elmi d'azzurro (citato in (4) - Vol. IV pag. 60, in (17) e in (20)) 8 elmi di azzurro su fascia di oro su rosso (citato in LEOM) Notizie storiche in Famiglie nobili di Sicilia (archiviato dall'url originale il 7 febbraio 2006). |
|        | Lanzon o Lanzone (Mondovì) Titolo: conti Troncato d'oro e di rosso, a tre lance al naturale, banderuolate d'argento, una accanto all'altra (citato in (16)) |
|        | Lanzone (Mantova) Titolo: consignori di Castell'Alfero D'azzurro, alla fascia d'oro, con tre lance da torneo, d'argento, disposte in ventaglio e attraversanti sulla fascia (citato in (16)) |
|        | Lanzudi (Venezia) (FR) D'azur, à six losanges d'argent. (citato in JB Rietstap (archiviato dall'url originale il 13 novembre 2021).) |
|        | Lanzuoli o Lanzudi (Venezia) 6 losanghe di oro poste in piramide rovesciata (3,2,1) su azzurro (citato in LEOM e Cognomix.) |
|        | Lanzuoli (Veneto) (citato in Cognomix.) |

### Lap
| Stemma | Casato e blasonatura |
| ------ | --- |
|        | Lapaccini (Firenze) D'argento, al leone d'oro, e alla banda attraversante d'azzurro caricata di tre stelle a otto punte del campo alias D'argento, al leone d'oro, e alla banda attraversante d'azzurro caricata di tre stelle a otto punte d'oro (citato in (14)) |
|        | Laparelli (Cortona, Firenze) semipartito troncato: il primo d'azzurro e d'oro al fiordaliso dall'uno all'altro; il secondo palato di quattro pezzi d'oro e di azzurro (citato in (2) - pag. 488 e in DAlena) semipartito troncato; nel primo d'azzurro nel secondo d'oro al fiordaliso dall'uno all'altro; al terzo palato di oro e di azzurro di quattro pezzi (citato in (4) - Vol. IV pag. 60) Troncato: nel 1º partito d'azzurro e d'oro, al giglio attraversante dell'uno all'altro; nel 2º palato di quattro pezzi d'oro e d'azzurro (citato in (14)) giglio partito di oro e di azzurro su partito di azzurro e di oro - palato di oro e di azzurro (4 pezzi) (citato in LEOM) |
|        | Laparelli Baldacchini Pitti (Firenze, Cortona) giglio partito di oro e di azzurro su partito di azzurro e di oro - palato di oro e di azzurro (4 pezzi) - 3 fasce ondate di azzurro su oro - fascia di azzurro su oro - fasciato ondato di nero e di argento - lambello di rosso (3gocce) crocetta dello stesso sulle prime fasce di argento (citato in LEOM) |
|        | Lapi (Bologna) d'azzurro allo scaglione di rosso accompagnato da 3 stelle d'oro; al capo d'angiò (citato in (2) - pag. 109 e pag. 137 ed. II e in DAlena) |
|        | Lapi (Firenze) partito: nel 1° d'azzurro alla croce latina di rosso posta sopra un monte di 6 cime d'oro, sostenuta da due cervi affrontati di argento e accostata in capo da due stelle di 8 raggi d'oro; nel 2° di azzurro a due bande gemelle abbassate d'oro, accompagnate in capo e in punta da un monte di 6 cime dello stesso (citato in (4) - Vol. IV pag. 61) croce latina di rosso su monte a 6 cime di oro su azzurro - 2 cervi controrampanti la croce e poggianti sul monte di argento su azzurro - 2 stelle (8 raggi) di oro poste in fascia in alto su azzurro - gemella in banda di oro accompagnata da - 2 monti a 6 cime dello stesso posti in palo tutto su azzurro (citato in LEOM) |
|        | Lapi (Fiesole, San Miniato, Firenze) D'azzurro, alla banda di rosso bordata d'oro, accompagnata da due monti di sei cime dello stesso, 1.1 alias D'azzurro, alla fascia di rosso bordata d'oro, accompagnata da due monti di sei cime dello stesso, 1.1 (citato in (14)) |
|        | Lapi (Firenze) Di rosso, alla fascia d'argento caricata di un leopardo di nero alias Di rosso, alla fascia d'argento caricata di un leone leopardito di nero (citato in (14)) |
|        | Lapi (Toscana) (DE) In Rot 1 mit 1 schreitenden rotgezungten schwarzen Löwen belegter verbreiterter silberner Balken (citato in (24)) |
|        | Lapi (Firenze) Fasciato ondato di verde e d'oro, al capo del secondo caricato di due foglie del primo (citato in (14)) |
|        | Lapi (Firenze) Di..., al leone di... (citato in (14)) |
|        | Lapi (Firenze) Di rosso, al leone di nero tenente un tralcio di vite di verde, e alla banda attraversante d'oro alias Di rosso, al leone di nero tenente un tralcio di vite di verde, e alla fascia attraversante d'oro alias Di rosso, al leone di nero tenente un tralcio di vite (o ramoscello) di verde (citato in (14)) |
|        | Lapi (Firenze) D'azzurro, alla croce latina di rosso, piantata su un monte di sei cime d'oro, sostenuta da due cervi controrampanti d'argento, e sormontata da due stelle a otto punte d'oro (citato in (14)) |
|        | Lapi (Toscana) (DE) In Blau 1 goldenes Kleeblatthochkreuz, 1 goldenen Dreiberg besetzend, beidseitig begleitet von 2 einwärtsgekehrten, den Dreiberg besteigenden naturfarbenen Hirschen und oben bewinkelt von je 1 achtstrahligen goldenen Stern (citato in (24)) |
|        | Lapi (Firenze) Interzato in fascia: nel 1º di..., al lambello a quattro pendenti di...; nel 2º di..., al leopardo di...; nel 3º di... pieno (citato in (14)) |
|        | Lapi (Pisa) Di rosso, allo scaglione d'argento, accompagnato da tre trifogli dello stesso, 2.1 alias Di rosso, allo scaglione d'argento, accompagnato da tre foglie di vite dello stesso, 2.1 (citato in (14)) |
|        | Lapi (Pistoia, Pescia) Trinciato di nero e d'argento, al cane passante d'oro collarinato di rosso, posto nel primo e sostenuto dalla partizione alias Trinciato di nero e d'argento, al cane passante d'oro collarinato d'argento, posto nel primo e sostenuto dalla partizione (citato in (14)) |
|        | Lapi (Firenze) Leone leopardito (citato in DAlena) |
|        | Lapi (Cesena) (d'argento, alla banda di rosso) (citato in BLCW) Immagine in Blasone Cesenate. |
|        | Lapi del Drago (Firenze) D'azzurro, alla croce latina trifogliata d'oro, sostenuta da un monte di tre cime dello stesso, sostenuta da due cervi controrampanti d'argento, e sormontata da due stelle a otto punte d'oro alias D'azzurro, alla croce latina trifogliata d'oro, sostenuta da un monte di tre cime dello stesso, sostenuta da due cervi controrampanti d'argento, e sormontata da due stelle a sei punte d'oro alias D'azzurro, alla croce latina trifogliata d'oro, sostenuta da un monte di sei cime dello stesso, sostenuta da due cervi controrampanti d'argento, e sormontata da due stelle a otto punte d'oro alias D'azzurro, alla croce latina trifogliata d'oro, sostenuta da un monte di sei cime dello stesso, sostenuta da due cervi controrampanti d'argento, e sormontata da due stelle a sei punte d'oro (citato in (14)) |
|        | Lapi dell'Ancisa (Firenze) Di..., all'obelisco di..., accostato da due stelle a otto punte di... (citato in (14)) |
|        | Lapi della Vipera (Firenze) D'oro, alla banda di rosso accompagnata in punta da un monte di tre cime d'argento (citato in (14)) |
|        | Lapi Ficozzi (Firenze) Fico (citato in DAlena) |
|        | Lapi Rinaldi (Firenze) 2 gigli di giardino incrociati troncati di oro e di azzurro su troncato di azzurro e di oro (citato in LEOM) |
|        | Lapini (Subbiano) d'azzurro al pino nodrito sostenuto da due cervi controrampanti; il tutto al naturale (citato in (4) - Vol. IV pag. 61) |
|        | Lapini (Subbiano) albero di pino nodrito su terrazzo uscente dalla punta e sostenuto da - 2 cervi controrampanti tutto al naturale su azzurro (citato in LEOM) |
|        | Lapini (Arezzo) D'azzurro, all'albero di pino nodrito sul terreno e sostenuto da due cervi controsalienti, il tutto al naturale (citato in (14)) |
|        | Lapini (Firenze) D'azzurro, al monte di sei cime d'oro, e al capo cucito d'Angiò (citato in (14)) |
|        | Lapini (Firenze) Di rosso, al leone d'oro e alla fascia diminuita attraversante d'azzurro, caricata di tre lettere B maiuscole d'or (citato in (14)) (DE) In Rot 1 goldener Löwe, überdeckt von 1 mit 3 goldenen Majuskelbuchstaben B belegten blauen Balken (citato in (24)) |
|        | Lapini (Firenze) D'argento, all'albero di verde nodrito su un monte di sei cime d'oro, sostenuto da due cervi controrampanti al naturale alias D'argento, all'albero di verde nodrito su un monte di sei cime d'oro, sostenuto da due cervi controrampanti d'argento alias D'argento, all'albero di verde nodrito su un monte di tre cime d'oro, sostenuto da due cervi controrampanti al naturale alias D'argento, all'albero di verde nodrito su un monte di tre cime d'oro, sostenuto da due cervi controrampanti d'argento alias D'argento, all'albero di verde sradicato, sostenuto da due cervi controrampanti al naturale alias D'argento, all'albero di verde sradicato, sostenuto da due cervi controrampanti d'argento (citato in (14)) |
|        | Lapini (Firenze) D'azzurro, all'albero al naturale nodrito su un monte di sei cime d'oro, e sostenuto da due cervi controrampanti al naturale (citato in (14)) |
|        | Lapini (Firenze) D'argento, all'albero al naturale nodrito su un monte di sei cime di rosso, e sostenuto da due cervi controrampanti al naturale alias D'argento, all'albero al naturale nodrito su un monte di tre cime di rosso, e sostenuto da due cervi controrampanti al naturale (citato in (14)) |
|        | Lapini (Firenze) D'azzurro, all'albero al naturale, fruttifero d'oro, nodrito su un monte di sei cime pure d'oro, e al cane slanciato d'argento, sostenuto dal monte e attraversante al tronco e guinzagliato di nero al tronco stesso (citato in (14)) |
|        | Lapini (Firenze) Di..., al leone di..., e alla banda attraversante di... (citato in (14)) |
|        | Lapini (Firenze) Troncato: nel 1º di..., al leone di... nascente dalla partizione; nel 2º di... pieno (citato in (14)) |
|        | Lapino (Firenze) Di..., al monte di sei cime di..., sostenente una croce latina di... alias Di..., al monte di sei cime di... sorgente dal mare di..., sostenente una croce latina di... (citato in (14)) |
|        | Lapis (Messina) d'azzurro, all'albero sradicato al naturale, attraversato nel tronco da una trangla scorciata d'oro, caricata dalla parola LAPIS di nero (citato in Mango) |
|        | La Porta o Della Porta (Monte San Giuliano, Palermo) Titolo: nobili di rosso alla torre d'oro, sormontata da un'aquila di spiegata di nero, bordata di rosso, argento, oro e di nero (citato in DAlena e in (17)) alias di rosso, alla torre merlata d'oro, sormontata da un'aquila spiegata di nero e la bordatura composta d'oro, di rosso, d'argento e di nero (citato in Mango e in (20)) alias torre merlata alla ghibellina di oro uscente dalla partizione sormontata da - una aquila di nero su rosso aperta e finestrata del campo - bordura composta di oro di nero di argento e di rosso (citato in LEOM) alias d'azzurro a due leoni d'oro controrampanti ed una porta di città d'argento marcata dello stesso, il tutto sostenuto dalla campagna scaccata d'argento e d'azzurro (citato in DAlena e in (17)) d'azzurro, a due leoni d'oro, controrampanti ed affrontati ad una porta di città d'argento, merlata dello stesso, il tutto sostenuto dalla campagna scaccata d'argento e d'azzurro di due file (citato in Mango e in (20)) porta di città merlata alla gulfa di argento su - campagna scaccata di argento e di azzurro sostenuta da - 2 leoni controrampanti di oro su azzurro (citato in LEOM) Notizie storiche in Famiglie nobili di Sicilia (archiviato dall'url originale l'11 ottobre 2017). |
|        | La Porte Mazzarino (Napoletano) (di rosso, al crescente montante d'armellino) (citato in (19)) |
|        | Lapozzi (Firenze) D'azzurro, alla banda di vaio bordata di rosso alias D'azzurro, alla banda di vaio bordata d'oro (citato in (14)) |
|        | Lapporini (Pistoia) D'oro, allo scaglione d'azzurro, accompagnato in punta da una stella a otto punte di rosso, e abbassato sotto il capo d'argento, sostenuto dalla divisa di rosso e caricato di due cifre romane XX di nero, sostenute dalla divisa stessa (citato in (14)) |
|        | Lapucci (Firenze) Di..., allo stelo sradicato di..., sostenuto da due leoni di... alias Di..., all'albero sradicato di..., sostenuto da due leoni di... (citato in (14)) |

### Lar
| Stemma | Casato e blasonatura |
| ------ | --- |
|        | Laragna o Lazagna (Genova, America) d'oro alla banda scaccata di 3 file di argento e d nero accostate in capo da un'aquila di nero posta in banda (citato in (4) - Vol. IV pag. 63) |
|        | Larcan (Sicilia) Titolo: barone de' Santi Fradelli troncato alla fascia in divisa d'argento, nel 1° di rosso al castello, di una torre merlata alla ghibellina d'argento, sinistrata nel capo da una croce gigliata dello stesso; nel 2° fasciato d'azzurro e d'argento di sei pezzi (citato in Mango e in (20)) Notizie storiche in Famiglie nobili di Sicilia (archiviato dall'url originale il 5 marzo 2016). |
|        | Larchet o L'Archet (Morgex) Titolo: infeudati della decima di Morgex Troncato d'oro e di rosso, ciascun punto all'arco con il dardo incoccato, coricato, dell'uno nell'altro (citato in (16)) |
|        | Larco (Alghero, Lima) d'oro, all'arcobaleno divisato di verde, argento e di rosso; col capo d'azzurro all'aquila d'oro (citato in (4) - Vol. IV pag. 61) arcobaleno in fascia di verde di argento e di rosso su oro - aquila di oro su azzurro in capo (citato in LEOM) |
|        | Larderel (Volterra, Livorno, Firenze) D'ermellino, alla gemella in fascia alzata di rosso, accompagnata da un monticello infiammato e fumante al naturale, uscente dalla punta (citato in (14)) |
|        | Lardia o Lardea (Messina) scaccato (di quattro tiri e sei file d'azzurro ?) d'azzurro e d'argento, alla bordatura del secondo (citato in Mango) |
|        | Laredo o De Laredo (Palermo) Titolo: marchese di San Tommaso d'azzurro, al castello a due torri d'oro, cimato su ciascuna torre da una banderuola d'argento, svolazzante a sinistra, ed il leone del secondo sulla porta del castello; alla bordura d'oro, caricata di otto crocette traverse di nero (citato in (4) - Vol. IV pag. 62, in (17), in Mango e in (20)) d'azzurro, con castello a due torri d'oro merlate di tré pezzi banderuolate d'argento svolazzanti a sinistra, accompagnato da un leone coronato d'oro a guardia della porta chiuso di nero, e la bordura d'oro caricata da otto crocette di s. Andrea di nero (citato in (20)) castello a 2 torri di oro uscente dalla punta su azzurro - ciascuna torre banderuolata di argento - leone rampante di oro sulla porta del castello - bordura di oro caricata di 8 crocette di Sant'Andrea di nero (citato in LEOM) Notizie storiche in Famiglie nobili di Sicilia (archiviato dall'url originale il 5 marzo 2016). |
|        | La Restia o La Restiva (Messina) d'azzurro, al guerriero armato di tutte pezze d'argento, l'elmo diviso e la lancia in resta (citato in Mango) |
|        | Larghi (Sicilia) d'azzurro, con un leone d'oro (citato in (20)) Notizie storiche in Famiglie nobili di Sicilia (archiviato dall'url originale il 5 marzo 2016). |
|        | Lari (Sarzana) partito: al 1° di rosso al leone d'argento accovacciato di fronte sulla campagna erbosa al naturale e tenente la branca anteriore destra poggiata sopra uno scudetto d'oro carico di un giglio coronato di rosso; nel 2° di azzurro alla banda di verde attraversata da un tripode di oro su cui arde una fiamma al naturale; col capo d'argento carico di tre stelle di otto raggi di azzurro male ordinate (citato in (4) - Vol. IV pag. 62) leone seduto su terrazzo al naturale testa in maestà di argento poggiante la zampa destra su -uno scudo di oro caricato di un giglio coronato di rosso tutto su rosso - tripode di oro acceso di rosso su - banda di verde su azzurro - 3 stelle (8 raggi) di azzurro poste 1,2 su argento in capo (citato in LEOM) alias troncato al 1° di azzurro all'alare di argento posato sulla partizione, accompagnato in capo da 3 stelle d'oro (6) in fascia; al 2° d'oro alla fiamma di rosso (citato in (4) - Vol. IV pag. 62) alare di argento posto sulla troncatura del troncato di azzurro e di oro - 3 stelle (6 raggi) di oro poste in fascia in alto su azzurro - fiamma di rosso su oro (citato in LEOM) |
|        | Larioni (Firenze) Troncato cuneato d'oro e di rosso (citato in (14)) (DE) Gold-rot spitzenförmig geteilt (citato in (24)) alias Trinciato cuneato d'oro e di rosso (citato in (14)) |
|        | Larioni (Toscana) (DE) Gold-blau spitzenförmig geteilt (citato in (24)) |
|        | Larioni (Toscana) (DE) Blau-gold spitzenförmig geteilt (citato in (24)) |
|        | La Riviera o Mounier o La Raviera Titolo: signori di Lachelle D'oro, al mulino a vento di rosso, le vele d'azzurro, fondato sopra un fiume d'argento, ondato d'azzurro alias D'oro, al mulino a vento di rosso, fondato sopra un fiume d'argento, ondato d'azzurro Motto: Vires acquirit eundo (citato in (16)) |
|        | La Rocca (Ragusa, Palermo, Messina) Titolo: barone di Musebbi, barone di San Germano partito nel 1° d'argento alla croce scorciata e potenziata piantata su di un monte di tre punte il tutto di rosso, nel 2° d'azzurro al leone sormontato da una gemella posta in banda il tutto d'oro (citato in (17)) croce latina potenziata piantata sulla vetta di un monte a 3 cime allungate uscente dalla punta tutto di rosso su argento - leone rampante di oro sormontato da - una gemella in banda dello stesso su azzurro (citato in LEOM) alias d'argento al monte di tre cime di rosso, movente dalla punta, cimata dalla croce del Calvario dello stesso colore (citato in (17), in Mango e in (20)) monte a 3 cime allungate di rosso cimato da una croce latina dello stesso tutto su argento (citato in LEOM) Notizie storiche in Famiglie nobili di Sicilia (archiviato dall'url originale l'11 ottobre 2017). |
|        | La Rosa (Palermo, Messina, Canolo, Squillace) Titolo: nobile, nobile di Sicilia, signore di Canolo d'Aspromonte d'azzurro alla banda d'oro caricata di tre rose rosse (citato in (17), in Mango e in (20)) 3 rose di rosso su banda di oro su azzurro (citato in LEOM) alias d'azzurro allo scaglione d'oro di tre rose rosse ripartite 2 a 1 (citato in (17)) scaglione di oro accompagnato da - 3 rose di rosso poste 2,1 su azzurro (citato in LEOM) Motto: Omne Ignotun pro magnifico - Nascendo senescit Notizie storiche in Famiglie nobili di Sicilia (archiviato dall'url originale l'11 ottobre 2017). |
|        | La Rovere o Della Rovere (Trapani) d'azzurro, alla rovere d'oro, sradicata, i rami decussati e ridecussati (citato in Mango) |
|        | Larsia (Sicilia) scaccheggiato d'azzurro, e d'argento di sei file, e la bordura del secondo (citato in (20)) Notizie storiche in Famiglie nobili di Sicilia (archiviato dall'url originale il 20 gennaio 2012). |
|        | Larussa (Catanzaro) Titolo: conti d'azzurro allo scaglione di rosso, accompagnato in capo da due stelle di sei raggi d'oro, ordinate in fascia ed in punta da un crescente montante d'argento (citato in (4) - Vol. IV pag. 63 e in (17)) scaglione di rosso su azzurro - 2 stelle (6 raggi) di oro poste in fascia in alto su azzurro - luna montante di argento in basso su azzurro (citato in LEOM) |
|        | Larussa (Catanzaro) D'azzurro allo scaglione d'oro accompagnato in capo da due stelle a sei punte d'oro ed in punta da un crescente montante dello stesso (citato in DAlena e in BLCL) |

### Las
| Stemma | Casato e blasonatura |
| ------ | --- |
|        | Lasagna o Lazagna (Genova) banda scaccata di nero e di argento (3file) su oro - aquila di nero posta in banda in alto a destra su oro (citato in LEOM) |
|        | Lasagnero o Lozagnero (Pinerolo, Saluzzo) D'oro, alla banda d'azzurro, carica di tre rose d'argento (citato in (16)) |
|        | Lasagnini (Firenze) Troncato: nel 1º di..., a tre bande di...; nel 2º di... pieno (citato in (14)) |
|        | Lasagnini (Firenze) Troncato: nel 1º d'argento, a tre bande d'azzurro; nel 2º di rosso pieno alias Inquartato: nel 1º e 4º troncato: a/ di verde, a tre bande d'argento, b/ di rosso pieno; nel 2º e 3º d'azzurro, al monte di sei cime d'oro, sormontato da un crescente montante d'argento e accompagnato ai lati da due stelle a otto punte d'oro (citato in (14)) |
|        | La Sala (la blasonatura non è stata ancora caricata) (citato in DAlena) |
|        | Lasbianca (Ivrea) Titolo: signori di Nomaglio, Tavagnasco Troncato, al 1º di rosso, alla torre d'argento, accompagnata ai fianchi da due teste di leone, d'oro, affrontate; al 2º d'azzurro, alla fascia d'argento, accompagnata da quattro stelle, d'oro Motto: Candida ne inficias (citato in (16)) |
|        | Lascari (Messina) d'oro, all'aquila bicipite spiegata di nero, coronata dello stesso (citato in Mango) |
|        | Lascaris (Roma) (la blasonatura non è stata ancora caricata) (Immagine nell'Archivio Storico Capitolino) |
|        | Lascaris di Ventimiglia Titolo: marchesi di Rocchetta del Varo; conti di Aspromonte, Briga, Castellar, Peglia, Sommariva Bosco, Valdondona, Ventimiglia; signori di Baussone, Boione, Castelnuovo, Dosfraires, Maro; consignori di Cosio d'Arroscia, Falicon, Peglione Di rosso, al capo d'oro alias Di rosso, all'aquila d'oro, bicipite, coronata sulle due teste alias Inquartato, al 1º e 4º d'oro, all'aquila di nero bicipite, coronata sulle due teste, al 2º e 3º di rosso, al capo d'oro alias Inquartato, dell'Ordine di Malta e di Lascaris Motto: Nec me fulgura - Lascarorum felicitati (citato in (16))                       |
|        | Laschi (Toscana) (DE) In Blau 1 goldener Hundekopf, im Maul 1 silbernes Band? haltend (citato in (24)) |
|        | Lassani (Cesena) (la blasonatura non è stata ancora caricata) (citato in BLCW) Immagine in Blasone Cesenate. |
|        | Lassotovich (Venezia, Mirano, Este, Verona) Titolo: Nobile polacco d'oro alla fanciulla vestita di nero, cinta di rosso, coronata del campo, con le mani alzate, seduta in maestà sopra un orso di nero, fermo sopra un ristretto di terreno, il tutto al naturale (citato in (4) - Vol. IV pag. 64) fanciulla vestita di nero cinta di rosso coronata di oro con le braccia alzate in maestà seduta su - un orso di nero fermo su un ristretto al naturale tutto su oro (citato in LEOM) Cimiero: l'orso del campo, nascente, fra due corna di cervo e tenente con la zampa destra un ramoscello di rosaio fiorito di un pezzo (ric. 1896) |
|        | Lastri (Firenze) Di rosso, a due lance decussate d'azzurro, accompagnate in capo da una stella a otto punte d'oro, e in punta da un crescente montante dello stesso (citato in (14)) |
|        | Lastri o Lastri del Bue (Toscana) (DE) In Rot 2 gekreuzte goldgestielte silberne Speere, bewinkelt oben von 1 achtstrahligen goldenen Stern, unten von 1 liegenden goldenen Halbmond (citato in (24)) |

### Lat
| Stemma | Casato e blasonatura |
| ------ | --- |
|        | Latini (Iesi, Torino) di azzurro alla banda di argento accostata in capo da una cometa d'oro posta nel senso della banda, e accompagnata in punta da un monte di tre cime all'italiana, sormontato da un giglio, il tutto d'oro (citato in (4) - Vol. IV pag. 64) banda di argento su azzurro - cometa di oro posta in banda in alto a destra - monte a 3 cime di oro uscente dalla punta sormontato da - giglio dello stesso su azzurro (citato in LEOM) |
|        | Latini (Firenze, Prato) D'azzurro, a sei rose d'oro, 3.2.1 (citato in (14)) (DE) In Blau 6 goldene Rosen, 3:2:1 gestellt (citato in (24)) alias D'azzurro, a tre rose, 2.1 (citato in (14)) alias D'azzurro, a sei rose d'oro, 3.2.1, con il capo cucito d'Angiò (citato in (14)) alias D'azzurro, a tre rose, 2.1), con il capo cucito d'Angiò (citato in (14)) |
|        | Latini (Firenze) Di..., al carroccio di..., banderuolato di... (citato in (14)) |
|        | Latini (Firenze) D'argento, al carroccio del campo, guarnito d'oro e di nero e parato di tre pezzi, uno di rosso, uno d'azzurro e uno di nero (citato in (14)) |
|        | Latini (Viterbo) (la blasonatura non è stata ancora caricata) (immagine dello Stemmario reale di Baviera.) |
|        | Latino (Castronovo) Titolo: barone di Gialfamuto (la blasonatura non è stata ancora caricata) (citato in (4) - Vol. IV pag. 65 e in (20)) Notizie storiche in Famiglie nobili di Sicilia (archiviato dall'url originale il 7 febbraio 2006).) |
|        | Latoni di azzurro al crescente di argento (citato in (4) - Vol. IV pag. 65) |
|        | Latoni (Pergola) troncato: nel 1° di azzurro al crescente di argento (Latoni); al 2° di rosso al monte di verde di tre cime uscente dalla punta, accompagnato in capo da un destrocherio vestito di corazza di argento uscente dal lato sinistro dello scudo e impugnante una spada di argento posta in palo (Brandi); con lo scaglione di argento sulla partitura (citato in (4) - Vol. IV pag. 65) |
|        | Latoni (Pergola) scaglione di argento su troncato in scaglione di azzurro e di rosso - luna di argento su azzurro - monte a 3 cime di verde uscente dalla punta su rosso - braccio destro armato di argento uscente da destra afferrante con la mano di carnagione una spada di argento posta in palo su rosso (citato in LEOM) |
|        | La Torre (Sicilia) Titolo: principe della Torre, barone di Tusa (Paria) d'azzurro alla torre d'argento sostenuta da due leoni d'oro affrontanti, sormontata da tre gigli dello stesso colore in fascia, col capo d'oro carico di un'aquila bicipite di nero, con le due teste coronate (citato in (17)) d'azzurro, alla torre d'argento accostata da due leoni affrontati e controrampanti d'oro, sormontata da tre gigli dello stesso ordinati in fascia, col capo d'oro caricato dell'aquila bicipite spiegata di nero (citato in (20)) 2 leoni controrampanti di oro tenenti con le zampe anteriori una torre di argento alla guelfa sormontati da - 3 gigli di oro posti in fascia tutto su azzurro - aquila bicipite di nero coronata su ambo le teste di oro su oro in capo (citato in LEOM) Notizie storiche in Famiglie nobili di Sicilia (archiviato dall'url originale l'11 ottobre 2017). |
|        | La Tour (Etroubles) D'argento, alla torre di rosso, coperta, con il capo di rosso, cuneato, di cinque pezzi (citato in (16)) |
|        | La Tour (Courmayeur) D'argento, alla torre di rosso, cimata da torricelle coperte (citato in (16)) |
|        | La Tour en Voivre (Napoli, Parigi (Francia)) 3 leoni passanti un sull'altro di oro su rosso - fascia di argento su nero - 3 zampe di leone di argento le 2 superiori affrontate su nero (citato in LEOM) |
|        | Lattanzi (Orvieto) d'oro, alla lupa di nero colla testa rivoltata passante sulla campagna di rosso (citato in (2) - pag. 471 e in (10) - pag. 154) |
|        | Lattanzi (Roma, Foligno) partito: nel 1° troncato: a) di azzurro a tre stelle d'argento 2 e 1; b) di verde all'ancora con gomena al naturale; 2° d'oro al ramo d'olivo di verde e ad una lancia al naturale posti in croce di Sant'Andrea (citato in (4) - Vol. IV pag. 66) semitroncato partito di azzurro di verde e di oro - 3 stelle (5 raggi) di argento poste 2,1 su azzurro - ancora al naturale posta in palo su verde - ramo di olivo di verde e lancia incrociate tutto al naturale su oro (citato in LEOM) alias d'oro alla lupa di nero con la testa rivolta, passante sopra il terreno di rosso. Capo d'argento caricato della croce Stefaniana (citato in (4) - Vol. IV pag. 66) lupa passante testa rivolta di nero su terreno di rosso su oro - capo di Santo Stefano (citato in LEOM)                                                                                               |
|        | La Turre (la blasonatura non è stata ancora caricata) (citato in DAlena) |

### Lau
| Stemma | Casato e blasonatura |
| ------ | --- |
|        | Lauccia (Sicilia) d'oro, con l'albero di palma verde accostato da due uccelli al naturale (citato in (20)) Notizie storiche in Famiglie nobili di Sicilia (archiviato dall'url originale il 5 marzo 2016). |
|        | Laudamo di Messina (Sicilia) Di rosso, col monte d'oro, movente dalla punta, cimato da una croce del Calvario, sinistrato dal leone saliente sul monte, e sormontato nel capo da un angelo volante, il tutto dello stesso (citato in (20)) Notizie storiche in Famiglie nobili di Sicilia (archiviato dall'url originale il 5 marzo 2016). |
|        | Laugeri o Laugero o Laugier o De Lauger (Barcellonette, Nizza) di argento, al leone di rosso (citato in (23)) alias d'oro, a tre pali d'azzurro; al capo dello stesso caricato d'una stella d'oro (citato in (23)) Motto: Non fortior alter |
|        | Laugier (Torino, Milano) d'argento al leone di rosso (citato in (4) - Vol. IV pag. 66 e 67) leone rampante di rosso su argento (citato in LEOM) Sostegni: due leoni Motto: Non fortier alter |
|        | Laugier (Firenze) D'argento, al leone di rosso (citato in (14)) |
|        | Laugier o Laugieri (Nizza) Titolo: visconti di Nizza; signori di Baussone, Bojone, Conségudes, Dosfraires, Ferres, Roccasterone e Pietrafuoco, Rocchetta del Varo; consignori di Castelnuovo, Todone, La Turbie Di rosso, alla stella d'oro (arma antica) alias D'oro, a tre pali d'azzurro, con il capo del secondo, carico di una stella del primo (arma moderna) alias D'oro, a tre pali d'azzurro alias D'azzurro, a tre pali d'oro, con il capo del primo, carico di una stella del secondo alias Di rosso, alla fascia scorciata d'oro (citato in (16)) |
|        | Laureati (Roma, Genova, Milano, Grottammare) di azzurro al braccio destro di carnagione tenente con la mano una corona di alloro al naturale (citato in (4) - Vol. IV pag. 67) braccio destro di carnagione da destra reciso afferrante una corona di alloro al naturale su azzurro (citato in LEOM) |
|        | Laurelli (la blasonatura non è stata ancora caricata) (citato in DAlena) |
|        | Laurens (Nizzardo) D'argento, al lauro di verde, con il capo d'azzurro, carico di tre stelle, d'oro (citato in (16)) |
|        | Laurenti (Roma) di azzurro ad un monte di tre cime d'oro, sormontato da una corona di alloro e questa sormontata da una cometa d'oro di 6 punte, ondeggiante in palo (citato in (4) - Vol. IV pag. 68) monte a 3 cime di oro uscente dalla punta sormontato da - 2 rami di alloro posti a semicerchio al naturale su azzurro - cometa di oro posta in palo in alto su azzurro (citato in LEOM) alias troncato: nel 1° d'azzurro alla stella d'argento (7), nel 2° d'oro a due rami di lauro al naturale decussati in punta e piegati in semicerchio (citato in (4) - Vol. IV pag. 68) stella (7 raggi) di argento su azzurro - corona di alloro aperta al naturale su oro (citato in LEOM) Motto. Stella matutina |
|        | Laurenti (Lucerame) D'argento, al lauro di verde (citato in (16)) |
|        | Laurenti (Carmagnola, Saluzzo) D'argento, al lauro di verde (citato in (16)) |
|        | Laurenti (Luserna) D'oro, a due rami d'alloro di verde, decussati in capo e punta Motto: Mercies sperata laborum (citato in (16)) |
|        | Laurenti Robaudi D'argento, all'alloro di verde, nutrito nella punta dello scudo (citato in (16)) |
|        | Lauri (Macerata, Roma, Buenos Aires, Pausola) di azzurro alla pianta di lauro e accostata tra le radici e i rami dalla parola "Idem" metà per parte, il tutto abbassato sotto un sole raggiante d'oro (citato in (4) - Vol. IV pag. 68) pianta di lauro sradicata e rovesciata al naturale su azzurro posta in palo affiancata dalla parola "IDEM" in lettere maiuscole di nero dimezzata su azzurro - sole raggiante di oro in alto su azzurro (citato in LEOM) |
|        | Lauri (Anagni) di azzurro all'albero di lauro nodrito nel terreno, il tutto al naturale; col capo del campo carico del sole d'oro (citato in (4) - Vol. IV pag. 68) pianta di lauro su terrazzo tutto al naturale su azzurro - sole raggiante di oro su azzurro in capo (citato in LEOM) |
|        | Lauri (Arezzo) D'azzurro, al monte di sei cime d'oro, sostenente due rami di lauro di verde, nodriti sulle due cime della seconda fila, il tutto accompagnato in capo da una stella a otto punte d'oro (citato in (14)) |
|        | Lauro (Catanzaro, Messina) D'oro al tronco d'alloro sradicato di verde (citato in DAlena e in BLCL) d'oro, all'albero d'alloro sradicato di verde (citato in Mango) |
|        | Lauro (Tropea) D'oro all'albero d'alloro sradicato di verde ed addestrato da uno scudetto d'Angiò pendente dal ramo (citato in BLCL) |
|        | Lauro o Di Lauro (Tropea) d'oro all'albero di alloro sradicato di verde dal quale pende uno scudetto di azzurro seminato di gigli d'oro con rastrello a tre pendenti di rosso sul capo (citato in BLCL) Immagine e notizie storiche in Tropea Magazine. |
|        | Lauro (Tropea) (LA) campum ceruleum et Laurum supra tres montes virides (citato in BLCL) Notizie storiche in Tropea Magazine. |
|        | Laurora (Molfetta) d'azzurro, al semivolo d'argento (citato in web.archive.org, https://web.archive.org/web/20121208072646/http://www.molfetta.net/araldica/index.php.) |
|        | Lauto (Cosenza) D'argento all'albero d'alloro sradicato di verde (citato in DAlena e in BLCL) |

### Lav
| Stemma | Casato e blasonatura |
| ------ | --- |
|        | La Vaggi (Sicilia) d'oro, con un leone di rosso rampante ad un albero di faggio al naturale (citato in (20)) Notizie storiche in Famiglie nobili di Sicilia (archiviato dall'url originale il 5 marzo 2016). |
|        | Lavaggi (Augusta, Palermo) Titolo: conti, nobili dei conti troncato: nel 1° d'azzurro, al leone passante d'oro coronato del medesimo; nel 2° d'oro, a tre legni verdi nodosi posti in fascia, a la fascia di rosso attraversante sulla troncatura (citato in (4) - Vol. IV pag. 69, in (17), in Mango e in (20)) fascia di rosso su troncato di azzurro e di oro - leone passante sulla fascia coronato di oro su azzurro - 3 tronchetti nodosi di verde posti in fascia un sull'altro su oro (citato in LEOM) Notizie storiche in Famiglie nobili di Sicilia (archiviato dall'url originale il 2 luglio 2005). |
|        | Lavaggi (Augusta, Palermo) fascia di rosso su troncato di azzurro e di oro - leone passante rivolto coronato di oro su azzurro - 3 bastoni noderosi di verde intrecciati in fascia su oro (citato in LEOM) |
|        | Lavaggi (Sicilia) diviso, nel 1° d'azzurro, con un leone passante e coronato d'oro; nel 2° d'oro con tre trecce di nero poste in fascia, ed una fascia di rosso attraversante sul diviso (citato in (20)) Notizie storiche in Famiglie nobili di Sicilia (archiviato dall'url originale il 5 marzo 2016). |
|        | Lavaggi (Roma, Genova) di azzurro all'albero di pino verde sradicato e sinistrato da un leone di rosso, ed accompagnato in capo da tre stelle d'oro male ordinate (6) (citato in (4) - Vol. IV pag. 69) albero di pino sradicato di verde accostato a destra da - un leone rampante di rosso sormontato da - 3 stelle (6 raggi) di oro poste 1,2 tutto su azzurro (citato in LEOM) |
|        | Lavaggi (Roma) (la blasonatura non è stata ancora caricata) (Immagine nell'Archivio Storico Capitolino) |
|        | Lavagna (Alghero, Firenze, Torino) d'oro al castello al naturale sormontato da una stella di otto raggi di rosso e fondato sulla campagna dello stesso, caricata di due fasce ondate d'argento (citato in (4) - Vol. IV pag. 70 e in DAlena) castello al naturale sormontato da - stella (8 raggi) di rosso su oro - la torre fondata su campagna di rosso caricata di 2 fasce ondate di argento (citato in LEOM) |
|        | La Valea o Vallea D'oro, al bosco nudrito nella pianura erbosa, a sinistra, al naturale, con un cane di nero, a destra, imbavagliato di un osso di argento e fissante una stella di rosso, posta nel cantone destro del capo (citato in (16)) |
|        | La Valle o Della Valle (Sicilia) d'argento, a due leoni di nero affrontati, accompagnati in capo da tre stelle [6] d'azzurro ordinate in fascia, separati da due stelle simili una sull'altra, le tre stelle sormontate da un'aquila sostenuta da un listello scorciato ed arcuato; il tutto di nero (Valle) alias Partito di Valle, che è d'argento a due leoni di nero affrontati accompagnati in capo da tre stelle [6] d'azzurro ordinate in fascia, separati da due stelle simili, una sull'altra, le tre stelle sormontate da un'aquila sostenuta da un listello, scorciato ed arcuato, il tutto di nero; e di Gravina, che è troncato al primo d'azzurro, alla gemella d'oro in banda, sinistrata da una stella [10] d'argento; al secondo d'azzurro, alla banda scaccata di due file d'argento e di rosso (Valle Gravina) (citato in Mango) |
|        | Lavellongo (Brescia) interzato d'oro alla banda di nero (citato in Piovanelli) |
|        | Lavezzani (Saluzzo) D'azzurro, a due caldaie d'argento, una sull'altra (citato in (16)) |
|        | La Via (Napoli, Palermo, Nicosia) Titolo: marchese di Villarena, barone di Sant'Agrippina, Buterno, Grado, Fituzza, S. Basile, Malpertuso, Ficilino d'azzurro alla banda accompagnata in capo di due stelle ed in punta da una cometa ondeggiante e della pezza il tutto d'argento (citato in (17)) d'azzurro, alla banda accostata, in capo da due stelle, in punta da una cometa, il tutto d'argento (citato in Mango e in (20)) d'azzurro, con una banda accompagnata nel capo da due stelle, e nella punta da una cometa, ondeggiante in banda, il tutto d'argento (citato in (20)) banda accompagnata da - 2 stelle (6 raggi) poste in fascia a destra e da una cometa posta in banda in basso a sinistra tutto di argento su azzurro (citato in LEOM) Corona di marchese Notizie storiche in Famiglie nobili di Sicilia (archiviato dall'url originale il 5 marzo 2016). Ulteriori notizie storiche in Famiglie nobili di Sicilia (archiviato dall'url originale il 26 dicembre 2017). |
|        | Lavia (Sicilia) di rosso, con una banda di argento accompagnata da tre stelle dello stesso, poste due in capo, ed una in punta (citato in (20)) Notizie storiche in Famiglie nobili di Sicilia (archiviato dall'url originale il 20 gennaio 2012). |
|        | Laviano (Napoli) Titolo: ramo di Satriano marchese del Tito e duca di Satriano; ramo di Salvia nobili con predicato di Salvia d'azzurro alla sirena al naturale a due code coronate di oro, nuotante sulle onde, ed accompagnata nel capo da un rastrello a tre pendenti dal medesimo (citato in (4) - Vol. IV pag. 70) d'azzurro alla sirena al naturale a due code coronate d'oro, accompagnata da un rastrello d'azzurro a tre punte (citato in (17)) sirena al naturale a 2 code coronate di oro nuotante sulle onde di un mare uscente dalla punta al naturale su azzurro - lambello (3gocce) di azzurro in alto su azzurro (citato in LEOM) |
|        | Lavina (Tropea) D'azzurro al monte all'italiana di sei cime d'oro uscente dalla punta e sostenente un albero di verde (citato in BLCL) Immagine in Tropea Magazine. |
|        | La Visière (Valle d'Aosta) Di rosso, a tre elmi d'argento, 2, 1 (citato in (16)) |
|        | Lavison (Alessandria d'Egitto, Parigi) partito di rosso e d'oro a due leoni affrontati dell'uno nell'altro (citato in (4) - Vol. IV pag. 70) 2 leoni controrampanti di oro su rosso a sinistra e di rosso su oro a destra (citato in LEOM) |
|        | Lavizzari (Sondrio) di nero all'aquila d'oro rivoltata colle penne della coda intrecciate a nodo (citato in (4) - Vol. IV pag. 70 e 71) aquila rivolta di oro con le penne della coda intrecciate su nero (citato in LEOM) |
|        | La Voglia (Sicilia) troncato: di rosso e d'argento, alla banda d'azzurro attraversante alias troncato: d'oro e di rosso alla fascia d'azzurro (citato in Mango) |
|        | Lavoratori della Scala (Firenze) D'azzurro, al destrocherio di carnagione vestito di verde, impugnante in palo una zappa al naturale, sormontata da due gigli d'oro ordinati fra i tre pendenti di un lambello dello stesso (citato in (14)) |

### Law
| Stemma | Casato e blasonatura |
| ------ | --- |
|        | Lawley (Pisa) partito: nel primo inquartato: 1° e 4°, d'argento alla croce patente d'azzurro; 2° e 3° d'argento alla fascia d'azzurro caricata di tre teste umane di profilo al naturale; nel secondo, d'oro alla banda d'azzurro accompagnata in capo da una testa di cervo al naturale e in punta da un pugnale in palo d'azzurro; sul tutto uno scudetto ovale d'argento alla mano destra appalmata, di carnagione (citato in (4) - Vol. IV pag. 71) Partito: nel 1º inquartato: a/ e d/ d'argento, alla croce patente d'azzurro, b/ e c/ pure d'argento, alla fascia d'azzurro caricata di tre teste umane di carnagione; nel 2º d'oro, alla banda d'azzurro accompagnata in capo da un rincontro di cervo al naturale, e in punta da un pugnale basso posto in palo d'azzurro; sul tutto d'argento, alla mano destra appalmata di carnagione (citato in (14)) mano destra appalmata di carnagione su scudetto ovale di argento su - croce patente di azzurro su argento - 3 teste umane di profilo al naturale su fascia di azzurro su argento - banda di azzurro su oro - testa di cervo in maestà al naturale in alto su oro - pugnale di azzurro posto in palo punta al basso in basso su oro (citato in LEOM) |

### Laz
| Stemma | Casato e blasonatura |
| ------ | --- |
|        | Lazara o Lazari (Castelnuovo Scrivia, Alessandria) Titolo: consignori di Castelnuovo Scrivia e Alzano Bandato d'argento e di rosso, con il capo d'oro, carico di un'aquila coronata, di nero alias D'argento, a tre bande di rosso, con il capo d'oro, carico di un'aquila coronata, di nero alias Bandato di rosso e d'oro, con il capo del primo, carico di un'aquila coronata, di nero Motto: Nec ferro nec igne (citato in (16)) |
|        | Lazara (Erice, Monte San Giuliano) 2 fasce convesse abbassate verso la punta sormontate da - una aquila ali abbassate (volo) rivolta accompagnata da - 3 dadi posti sulla fascia più alta e da - 2 gigli posti in alto ai lati tutto di colore non identificato su campo dello stesso (citato in LEOM) |
|        | Lazari o Lazzari (Torino, Castelnuovo Scrivia, Alessandria) Titolo: conti bandato di argento e di rosso; col capo d'oro, carico di un'aquila coronata di nero (citato in (4) - Vol. IV pag. 71 e 72 e in (16)) bandato di argento e di rosso - aquila coronata di nero su oro in capo (citato in LEOM) Motto: Nec ferro nec igne |
|        | Lazari (Firenze) Troncato: nel 1º di verde pieno; nel 2º scaccato di rosso e d'oro (citato in (14)) |
|        | Lazari (Bologna) tronco di oro posto in fascia da cui escono 3 cespi di 3 foglie ciascuno di verde su rosso - capo d'Angiò (citato in LEOM) |
|        | Lazzari (Vicenza,Venezia) (FR) D'argent, au lion de gueules, couronné d'or, tenant trois épis effeuillés du même. (citato in JB Rietstap (archiviato dall'url originale il 19 settembre 2020).) |
|        | Lazarini (Cesena) (la blasonatura non è stata ancora caricata) (citato in BLCW) Immagine in Blasone Cesenate. |
|        | Lazzara o Lazzari (Catania, Marsala, Messina) troncato: il 1° d'oro, all'aquila spiegata e coronata di nero; nel 2° d'oro a tre bande di rosso (citato in Mango) alias d'azzurro a tre fasce ondate d'argento, col capo del primo sostenuto da una riga d'oro, con tre stelle dello stesso (citato in Mango) alias d'azzurro, con tre fasce ondate d'argento, col capo d'azzurro, caricato da tré stelle d'oro e sostenuto da una riga d'argento (citato in (20)) Notizie storiche in Famiglie nobili di Sicilia (archiviato dall'url originale il 5 marzo 2016). |
|        | Lazzara Pisani Zusto (Padova) Titoli: Nobile, Conte partito e troncato di due; al 1° e 4° d'argento, all'aquila di nero, bicipite, coronata di oro sulle due teste; al 2° e 5° d'azzurro a tre gigli d'oro; al 3° e 6° di rosso alla torre coronata di argento; sul tutto: partito d'oro e d'azzurro, ciascun punto carico di un semivolo dell'uno nell'altro; i due addossati (citato in (4) - Vol. IV pag. 72) 2 ali (volo) addossate a sinistra di nero e a destra di oro su scudetto partito di oro e di azzurro su - aquila bicipite di nero coronata su ambo le teste di oro su argento - 3 gigli di oro posti 2,1 su azzurro - torre coronata di argento su rosso (citato in LEOM) |
|        | Lazzari (Ascoli Piceno) di azzurro al melo fiorito, ramato, fruttato, nodoso, piantato sulla campagna di verde, addestrato da un uomo nudo che con un bastone tenuto con ambe le mani batte i frutti dell'albero, il tutto al naturale (citato in (4) - Vol. IV pag. 73) albero di melo fiorito e fruttato al naturale piantato su terrazzo di verde affiancato a sinistra da - un uomo nudo di profilo rivolto di carnagione che con un lungo bastone tenta di abbacchiare i frutti tutto su azzurro (citato in LEOM) |
|        | Lazzari (Pistoia) Di rosso, alla croce di sant'Andrea di vaio, accompagnata in capo da una stella a otto punte d'oro (citato in (14)) |
|        | Lazzari (Sicilia) diviso; nel 1° d'oro con l'aquila spiegata di nero; nel 2°, del primo con tre bande di rosso (citato in (20)) Notizie storiche in Famiglie nobili di Sicilia (archiviato dall'url originale il 5 marzo 2016). |
|        | Lazzarini (S. Paulo del Brasile) troncato nel primo d'azzurro al compasso accompagnato in capo da 2 stelle d'otto raggi, e in punta da un crescente montante il tutto d'oro; nel 2° di rosso alla sbarra d'argento (citato in (4) - Vol. IV pag. 73) compasso di oro aperto punte al basso su luna montante dello stesso su azzurro - affiancato da 2 stelle (8 raggi) di oro su azzurro - sbarra di argento su rosso (citato in LEOM) |
|        | Lazzarini (Morrovalle, Roma, Treja, Alessandria, Ancona) Titolo: conti, patrizi maceratesi, nobili di Pollenza di rosso al delfino posto in palo abboccante altro piccolo delfino affrontato, il tutto di argento (citato in (4) - Vol. IV pag. 73) delfino posto in palo di argento coda rivolta in alto abboccante altro piccolo delfino dello stesso affrontato su rosso (citato in LEOM) |
|        | Lazzarini Battiala (Albona) inquartato: al 1° di rosso, al leone d'oro a due code, attraversato dalla sbarra di rosso, filettata di argento, carica di tre gigli d'azzurro; al 2° d'azzurro a due serpenti al naturale coronati d'oro, linguati di rosso, posti in palo, ondeggianti e contromiranti; al 3° d'azzurro al semivolo destro d'argento; al 4° di rosso a due rose d'argento poste in sbarra; sul tutto d'argento all'aquila di nero bicipite, linguata di rosso, coronata d'oro (citato in (4) - Vol. IV pag. 74) aquila bicipite di nero coronata su ambo le teste di oro su scudetto di argento su - 3 gigli di azzurro su sbarra di rosso bordata di argento su - leone rampante di oro bifido su rosso - 2 serpenti al naturale affrontati posti ondeggianti in palo coronati di oro su azzurro - ala sinistra di argento posta in palo su azzurro - 2 rose di argento poste in sbarra su rosso (citato in LEOM) Cimieri: a destra: due serpenti, come al 2° punto; di mezzo,5 penne di struzzo di nero; a sinistra il leone d'oro coronato, a due code |
|        | Lazzaro (Catanzaro) Di rosso a tre bande d'azzurro (citato in DAlena e in BLCL) |
|        | Lazzaroni (Roma) troncato: 1° di rosso al leone d'oro nascente; 2° d'argento a due scaglioni d'azzurro (citato in (4) - Vol. IV pag. 74) leone rampante nascente dalla troncatura di oro su rosso - 2 scaglioni di azzurro uscenti dalla punta su argento (citato in LEOM) Cimiero: un leone nascente al naturale |
|        | Lazzaroni (Carrara) d'argento al monte di tre cime di verde sormontato da un leone d'azzurro trafitto da una freccia al naturale posta in sbarra, ed accompagnato in capo da tre stelle di rosso ordinate in fascia Motto: Et ferit ed sanat (citato in (4) - Vol. IV pag. 75) |
|        | Lazzeri (Firenze) Di verde, alla testa di leone d'argento (citato in (14)) |
|        | Lazzerini (Pistoia) D'argento, alla croce di rosso, accantonata da quattro palle di rosso alias D'argento, alla croce d'oro, accantonata da quattro palle di rosso (citato in (14)) |
|        | Lazzoni (Carrara) D'argento, al leone d'oro tenente in palo una picca al naturale, e sostenuto da un monte di tre cime di verde; il tutto accompagnato da tre stelle a cinque punte di rosso, ordinate in capo (citato in (14)) alias D'argento, al leone d'azzurro, trafitto da una freccia posta in sbarra al naturale, e sostenuto da un monte di tre cime di verde; il tutto accompagnato da tre stelle a cinque punte di rosso, ordinate in capo (citato in (14)) leone rampante di azzurro su monte a 3 cime di verde uscente dalla punta trafitto in sbarra da una freccia al naturale su argento - 3 stelle (5 raggi) di rosso poste in fascia in alto su argento (citato in LEOM) |
|        | Lazzoni o Moreschi (Carrara) leone rampante di oro posto su monte a 3 cime di verde uscente dalla punta tenente tra le zampe anteriori una lancia posta in palo al naturale su argento - 3 stelle (5 raggi) di rosso poste in fascia in alto su argento (citato in LEOM) |
|        | Lazzotti o Lazotti (Sarzana) di rosso alla banda d'azzurro caricata di tre gigli d'oro, accompagnata in capo da una stella dello stesso (citato in (4) - Vol. IV pag. 76) 3 gigli di oro su banda di azzurro su rosso - stella (5 raggi) di oro in alto a destra su rosso (citato in LEOM) |